# Celluloide (film)
Celluloide è un film del 1996 diretto da Carlo Lizzani, tratto dall'omonimo romanzo del 1983 di Ugo Pirro.

## Trama
Il film racconta in maniera romanzata la genesi del film Roma città aperta, capolavoro del cinema neorealista, a partire dalle difficoltà incontrate dal suo regista Roberto Rossellini, dall'amico e sceneggiatore Sergio Amidei e da tutta la troupe prima e durante le riprese, passando poi per la tiepida reazione della critica la sera della "prima", fino al successo raggiunto tramite l'intervento provvidenziale di un militare americano che porta una copia del film a New York.

## Produzione
A Sabrina Ferilli venne offerto il ruolo di Anna Magnani, ma rifiutò. Le riprese iniziarono l'8 maggio 1995 a Roma.

## Accoglienza

### Incassi
Costato 6 miliardi e mezzo di lire, il film ne incassò appena 293,6 milioni.

## Riconoscimenti
- 1996 - David di Donatello
  - Miglior attore protagonista a Giancarlo Giannini
  - Migliore sceneggiatura a Furio Scarpelli, Ugo Pirro e Carlo Lizzani
  - Miglior colonna sonora a Manuel De Sica
  - Candidatura per il miglior film
  - Candidatura per il miglior regista a Carlo Lizzani
  - Candidatura per la migliore attrice protagonista a Lina Sastri
  - Candidatura per i migliori costumi a Luciano Sagoni
- 1996 - Globo d'oro
  - Migliore sceneggiatura a Furio Scarpelli, Ugo Pirro, Carlo Lizzani
- 1997 - Nastro d'argento
  - Candidatura per il regista del miglior film a Carlo Lizzani
  - Candidatura per la migliore scenografia a Luciano Sagoni
  - Candidatura per i migliori costumi a Luciano Sagoni